# 米給爾·阿庫別瑞
米給爾·阿庫別瑞·莫亞（西班牙語：Miguel Alcubierre Moya，1964年3月28日—）是一名墨西哥理論物理學家。阿庫別瑞因提出阿庫別瑞引擎而知名，這是一種推測性的曲速引擎，太空船可以透過它實現超光速旅行。

## 早年生活
阿庫別瑞出生於墨西哥城。他的父親米給爾·阿庫別瑞·奧爾蒂斯（Miguel Alcubierre Ortiz）是西班牙難民，西班牙內戰結束後不久與其父親米給爾·阿庫別瑞·佩雷斯（Miguel Alcubierre Pérez）一起來到墨西哥。阿庫別瑞有三個兄弟姊妹，其中包括歷史學家比阿特麗斯·阿庫別瑞·莫亞（Beatriz Alcubierre Moya）。
從小學到高中，阿庫別瑞一直在墨西哥城學院就讀。13歲時，父親為他買了一個小望遠鏡，再加上《星艦奇航記》等科幻節目，促使他開始追求科學事業。15歲時，在閱讀帕特里克·穆爾和大衛·A·哈迪的《星際挑戰》（Challenge of the Stars）後，阿爾庫貝雷決定要成為天文學家。他知道要實現這個目標，首先要學習物理。

## 學術生涯
阿庫別瑞於1989年和1990年分別在墨西哥國立自治大學獲得物理學學士學位和理論物理學碩士學位。1990年底，阿庫別瑞前往威爾斯卡迪夫大學攻讀研究生，透過廣義相對論數值的研究，於1994年獲得博士學位。1996年後，他在德國波茨坦馬克斯·普朗克引力物理研究所工作，開發用於描述黑洞的新數值技術。2002年起，他在墨西哥國立自治大學核子科學研究所工作，從事數值相對論研究，利用電腦制定和解決愛因斯坦首次提出的物理方程式。阿庫別瑞為愛因斯坦重力場方程式提出的孤波解決方案有可能證明廣義相對論與實驗驗證的量子力學非定域性相一致。這項研究反對量子非位置性最終要求放棄廣義相對論數學結構的觀點。
2012年6月11日，阿庫別瑞被任命為墨西哥國立自治大學核子科學研究所所長。
2016年6月14日，墨西哥國立自治大學理事會再次選舉阿庫別瑞為核子科學研究所所長，任期四年。

## 阿庫別瑞引擎
阿庫別瑞最著名的作品是發表在科學雜誌《經典與量子引力》（Classical and Quantum Gravity）上的「曲速引擎：廣義相對論中的超光速旅行」提案。在這篇論文中，他描述了阿庫別瑞引擎，這是一種理論上為超光速的旅行方式，但並不違反「沒有任何東西能在局部以比光更快的速度旅行」這物理原理。他建構了一個模型，可以在一個彎曲空間的「氣泡」內傳送一定體積的平面空間。這個「氣泡」被命名為「超相對論局部動態空間」，在它後面的時空局部膨脹和在它前面的時空反向收縮的驅動下向前運動，因此理論上太空船將在時空變化產生的力的作用下運動。

## 大眾媒體
阿庫別瑞在電視節目《How William Shatner Changed the World》和加來道雄的《科幻科學：不可能的物理學》（Sci Fi Science: Physics of the Impossible）中特別出鏡，其中討論了他的曲速氣泡理論。
阿庫別瑞曾兩度受邀接受Radio Educación電台的採訪，第一次是在2011年2月18日，第二次是在2011年3月4日。在與科技相關的訪談節目《Interfase》中，他闡述了自己對墨西哥科學和技術研究現狀的看法，並簡要介紹他的曲速引擎模型及其誕生過程。

## 出版作品
- Introduction to 3+1 Numerical Relativity (International Series of Monographs on Physics, Paperback, 2012, ISBN 978-0199656158)